# Gino Giotti
Gino Giotti (Firenze, 23 aprile 1896 – ...) è stato un astronomo e fisico italiano.

## Biografia
Laureatosi in matematica nel 1919 presso l'Università di Pisa, quale allievo pure della Scuola Normale Superiore, a partire dal 1926 fu assistente all'Osservatorio astronomico di Brera (Milano), quindi, dal 1928, all'Istituto Nazionale di Ottica di Arcetri (Firenze), collaborando anche con Vasco Ronchi. Fu altresì dirigente dei Servizi ottici del Gruppo Officine Galileo.
Oltreché studioso e ricercatore di ottica e delle sue applicazioni, i suoi maggiori risultati riguardarono la tecnologia e la strumentazione per l'osservazione astronomica, progettando vari telescopi per diversi osservatori astronomici italiani, fra cui quello di Asiago.
Autore di numerose pubblicazioni, fu socio fondatore della Società Astronomica Italiana e dell'Associazione Ottica Italiana. Contribuì pure all'Enciclopedia delle Matematiche Elementari e Complementi.

## Opere principali
- Lezioni di ottica geometrica, Nicola Zanichelli Editore, Bologna, 1931.
- Lezioni di ottica fotografica, Biblioteca Ferrania, Milano, 1947.
- Lezioni di fotogrammetria, 7 voll., Pubblicazioni del Politecnico di Milano, Milano, 1958.